# Lisa Uhl
Lisa Uhl (* 31. August 1987 in Fort Dodge, Iowa als Lisa Koll) ist eine ehemalige US-amerikanische Leichtathletin, die sich auf den Langstreckenlauf spezialisiert hat.

## Sportliche Laufbahn
Lisa Uhl wuchs in Iowa auf und absolvierte ein Studium an der Iowa State University. In den Jahren 2008 und 2010 wurde sie NCAA-Collegemeisterin im 10.000-Meter-Lauf sowie 2010 auch über 5000 Meter sowie im selben Jahr auch Hallenmeisterin über 5000 Meter. Im Jahr darauf erreichte sie bei den Crosslauf-Weltmeisterschaften 2011 in Punta Umbría mit 27:15 min den 39. Platz im Einzelrennen und 2012 klassierte sie sich bei den Olympischen Sommerspielen in London mit 31:12,80 min auf dem 13. Platz über 10.000 Meter. In den folgenden Jahren bestritt sie vereinzelt Wettkämpfe, insbesondere im Straßenlauf, ehe sie 2016 ihre aktive sportliche Karriere im Alter on 29 Jahren beendete. 

## Persönliche Bestleistungen
- 3000 Meter: 8:52,95 min, 2. Juni 2012 in Eugene
  - 3000 Meter (Halle): 8:57,52 min, 13. März 2010 in Fayetteville
- 5000 Meter: 14:55,74 min, 16. Juli 2010 in Saint-Denis
- 10.000 Meter: 31:12,80 min, 3. August 2012 in London